# Сибірський сонячний радіотелескоп
Сибірський сонячний радіотелескоп — радіотелескоп, розташований у Росії, в Бурятії, призначений для спостереження Сонця. Знаходиться на території Радіоастрофізичної обсерваторії «Бадари», що належить Інституту сонячно-земної физики Сибірського відділення РАН. Розташований в лісистій Тункінській долині між хребтами Східний Саян і Хамар-Дабан за 220 км від Іркутська. Спостереження телескопа дають інформацію як про сонячні активні області (сонячні спалахи, корональні викиди маси) і про спокійні об'єкти на Сонці (корональні діри, яскраві корональні точки, волокна).

## Історія
Будівництво телескопа почалося 1974 року. Остаточне введення в експлуатацію відбулось в серпні 1984 року. Колектив авторів телескопа був нагороджений премією Уряду РФ в галузі науки і техніки за 1996 рік.

## Технологія
Радіотелескоп є хрестоподібним радіоінтерферометром, що складається з двох ліній параболічних антен по 512 антен в кожній лінії, орієнтованих у напрямках схід-захід і північ-південь. Антени мають діаметр 2,5 м і встановлені на рівній відстані 4,9 м одна від одної.
Радіотелескоп призначений для вивчення сонячної атмосфери в мікрохвильовому діапазоні на частоті 5,7 ГГц в інтенсивності та круговій поляризації.